# Urceola micrantha
Urceola micrantha es una especie de planta fanerógama perteneciente al género Urceola. 

## Descripción
Son  lianas que alcanzan los 50 m de longitud. Los tallos tienen 10-30 cm de diámetro; las ramas, a menudo, son lenticeladas. El pecíolo de 1,5-3 cm; la lámina de la hoja elíptica o estrechamente ovadas, de 5-15 X 1,5-6 cm, base obtusa, ápice acuminado estrecho, glabras; venas laterales 3-7 pares. Las inflorescencias en cimas paniculadas, compactas, de 9 cm; pubescentes pedúnculo. Sépalos ovado, de. 0,8-1 mm. Corola rosa, con lóbulos oblongos, siempre y cuando sean más largos que el tubo. Los folículos estrechamente ovoides, 9-23 X (0.4-) 1-1.2 cm, Semillas oblongas, 2-4 cm. Fl. mar-junio, fr. junio-diciembre.

## Distribución y hábitat
Es un arbusto generalizado en gran parte de Asia oriental, el sudeste de Asia, y el Himalaya. Se encuenetra en los bosques mixtos, matorrales; a una altitud de 300-1000 metros, en Fujian, Guangdong, Guangxi, Hainan, Sichuan, Taiwán, Xizang, Yunnan, India, Indonesia, Japón (Islas Ryukyu), Laos, Malasia, Nepal, Tailandia, Vietnam.

## Propiedades
En Taiwán,  se utiliza en la medicina tradicional como un agente analgésico, antiflogístico y espasmolítico.
La corteza y las raíces se utilizan para el tratamiento de la parálisis infantil, reumatalgia, lesiones y fracturas.
La especie contiene proantocianidina B2, proantocianidina A1 y proantocianidina A2.

## Taxonomía
Urceola micrantha fue descrita por (Wall. ex G.Don) D.J.Middleton y publicado en Novon 4(2): 151. 1994.
Sinonimia
- Chavannesia montana (M.R.Hend.) Pichon
- Cudicia gyrandra Buch.-Ham. ex Dillwyn
- Ecdysanthera annamensis Vernet
- Ecdysanthera brachiata A.DC.
- Ecdysanthera cambodiensis Pierre
- Ecdysanthera langbiani Vernet
- Ecdysanthera linearicarpa Pierre
- Ecdysanthera linocarpa Pierre
- Ecdysanthera micrantha (Wall. ex G.Don) A.DC.
- Ecdysanthera multiflora King & Gamble
- Ecdysanthera utilis Hayata & Kawak.
- Echites brachiatus Wall.
- Echites micranthus Wall. ex G.Don
- Parabarium brachiatum (A.DC.) Pierre ex Spire
- Parabarium cambodiensis (Pierre) Pierre ex Spire
- Parabarium candollei Pierre ex Spire
- Parabarium chevalieri Pit.
- Parabarium diu-do Dubard & Eberh.
- Parabarium langbiani (Vernet) Pichon
- Parabarium linearicarpum (Pierre) Pichon
- Parabarium linocarpum Pierre ex Spire
- Parabarium micranthum (Wall. ex G.Don) Pierre
- Parabarium multiflorum (King & Gamble) Lý
- Parabarium spireanum Pierre ex Spire
- Parabarium utile (Hayata & Kawak.) Lý
- Parabarium vernetii Pierre ex Spire
- Urceola linearicarpa (Pierre) D.J.Middleton
- Urceola montana M.R.Hend.[4]